# トーマス・ミーハン (植物学者)

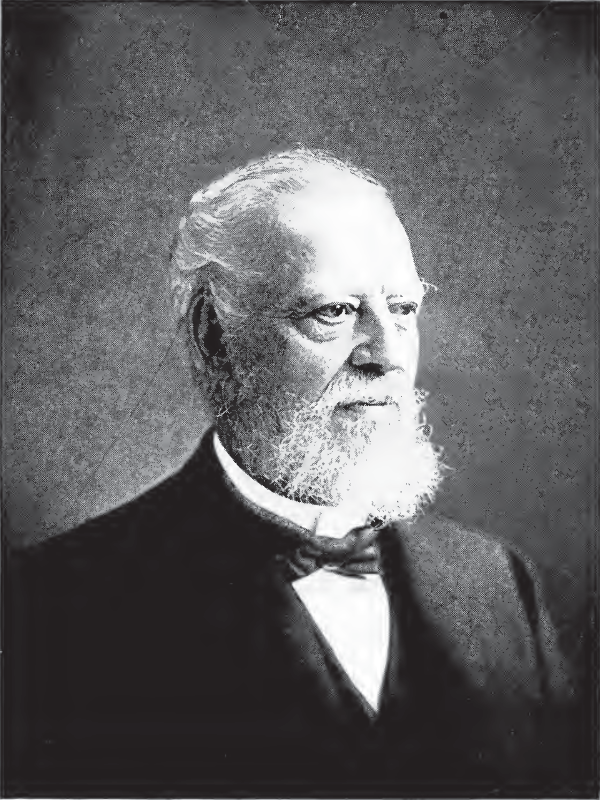
トーマス・ミーハン

トーマス・ミーハン（Thomas Meehan、1826年3月21日 - 1901年11月19日）は、イギリス生まれの、アメリカ合衆国で、園芸商、Thomas Meehan & Sonsを設立した。

## 生涯
当時、ミドルセックス（現、ハートフォードシャー）のPotters Barに生まれ、ワイト島で育った。父親は庭師で、その影響で植物学に興味を持った。14歳の時に植物に対する記事を執筆し、ウェルネリアン自然史協会の会員になった。20歳の1846年から1848年まで王立植物園（キューガーデン）で働いた。キューガーデンではウィリアム・ジャクソン・フッカーの影響を受けた。
1848年にフィラデルフィアに旅して、アメリカ合衆国最古の植物園、バートラム庭園のオーナーである鉄道開発者のアンドリュー・M・イーストウィックのために働いた。フィラデルフィアのジャーマンタウンで、ウィリアム・サウンダー（William Saunders）とともに園芸商を始めた。サウンダーと別れた後、ジャーマンタウン園芸（Germantown Nurseries）を開き、1896年に、トーマス·ミーハン＆サンズ（Thomas Meehan & Sons）となった。弟のジョセフ・ミーハンが1859年から会社に加わり。ミーハンの3人の息子たちも園芸家として高い技術を習得した。J. Franklin Meehanは多くのゴルフ場の設計で知られる。ミーハン家は60ヘクタールまで拡大された栽培場で植物を栽培し、70年間にわたってアメリカ合衆国やヨーロッパに植物を供給した。特に日本のカエデなどを広めた。植物雑誌『ガーデナーズ・マンスリー』（"Gardener’s Monthly" :1859–1888）と"Meehans' Monthly" (1891–1902)を編集し、当時の園芸雑誌としては最高の発行部数を誇った。5つの新聞に園芸コラムを執筆し、4巻で300以上の種の解説と彩色図をのせた『アメリカ合衆国の花とシダ』（"The Native Flowers and Ferns of the United States"）を執筆した。
ペンシルベニア歴史協会、米国栽培園主協会（AAN：American Association of Nurserymen）、ペンシルベニア園芸協会、アメリカ果樹園芸協会、米国科学振興協会などの会員となり、イギリスの王立園芸協会（ロンドン）の名誉会員となった。

## 『アメリカ合衆国の花とシダ』の図版画像
作画はアロイス・ルンツァー（Alois Lunzer）である。

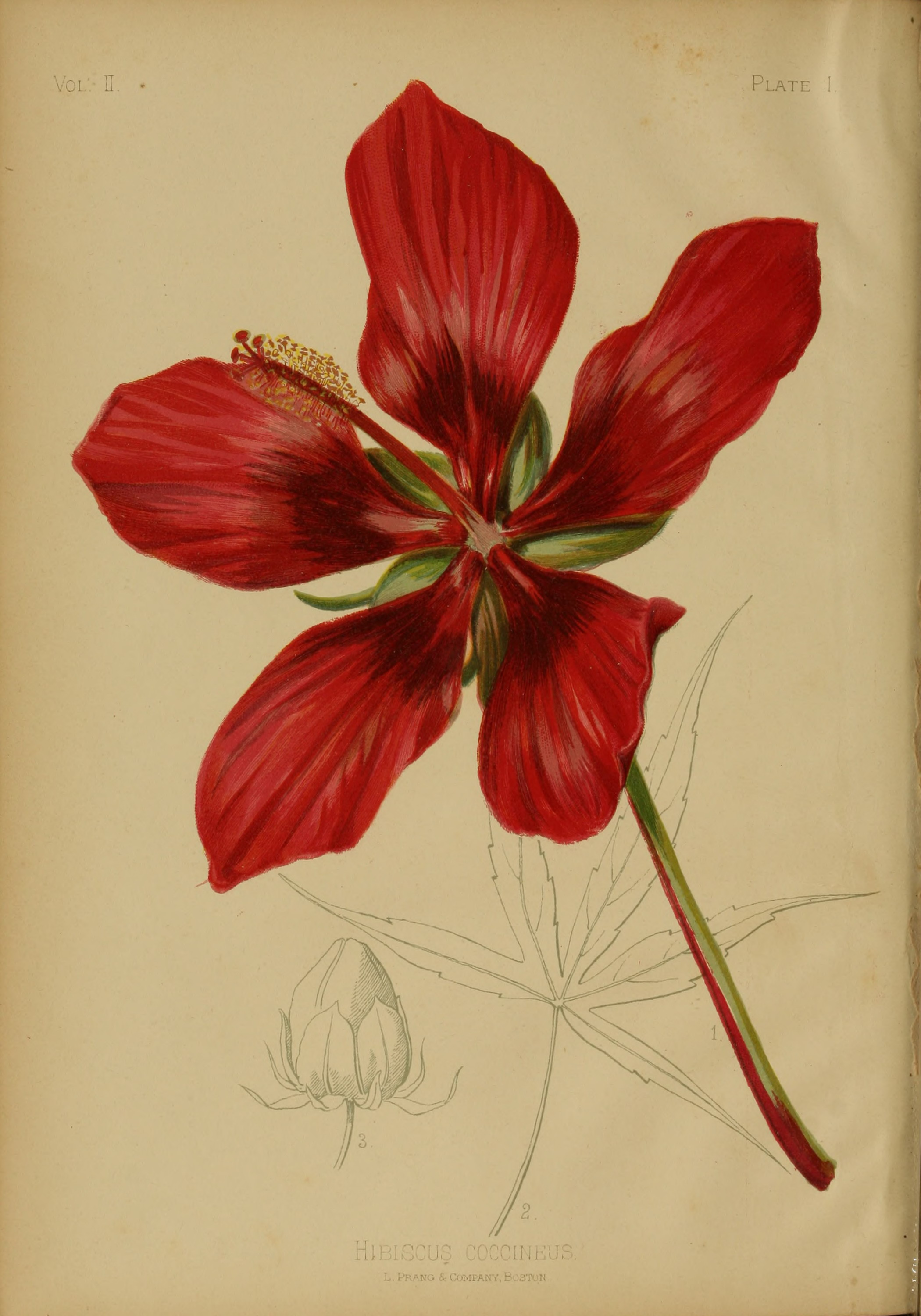
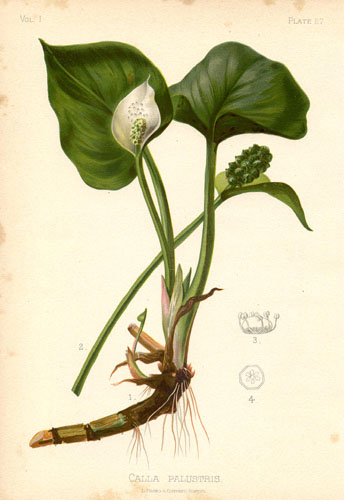
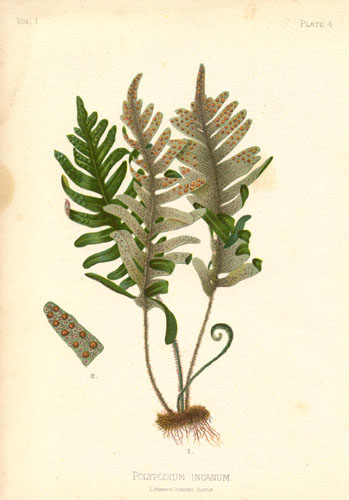

## 著書
- 'The American Handbook of Ornamental Trees (Philadelphia, 1853)
- The Native Flowers and Ferns of the United States , 4 vols. (1878–1880) Thomas Meehan, Alois Lunzer (1840–?) and lithographed by Louis Prang (1824–1909) (Boston 1879)
- Wayside Flowers (1881)
- Contributions to the Life History of Plants (16 parts) (Proceedings of the Natural Academy of Sciences, 1887–1902).